# تلغوس مونت (كورنوال)
تلغوس مونت (بالإنجليزية: Tolgus Mount)‏ هي قرية تقع في المملكة المتحدة في كورنوال.

## معرض صور

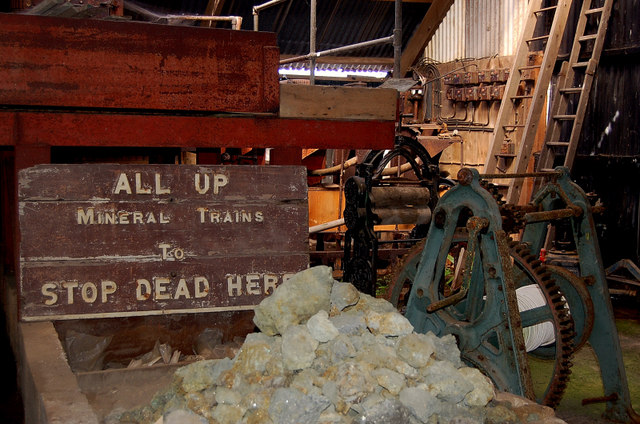
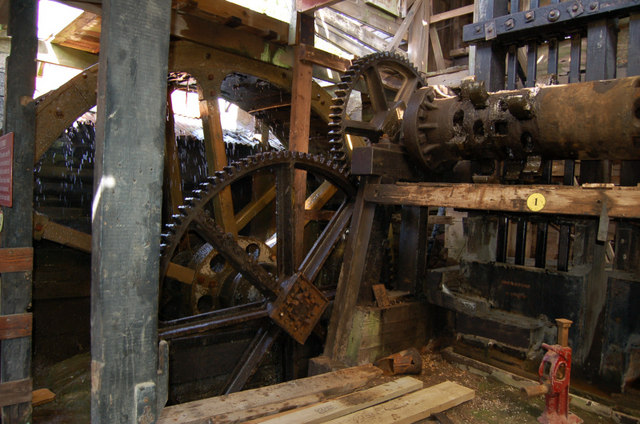
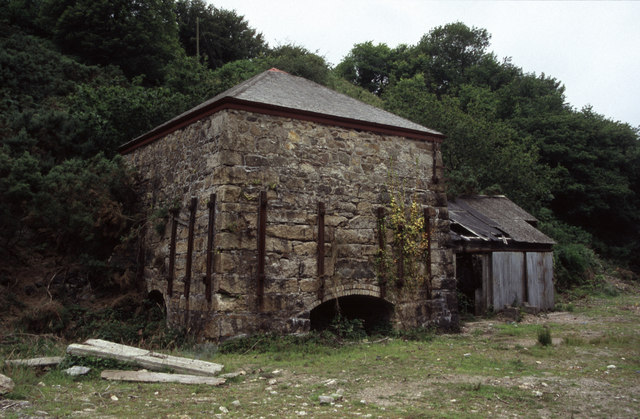
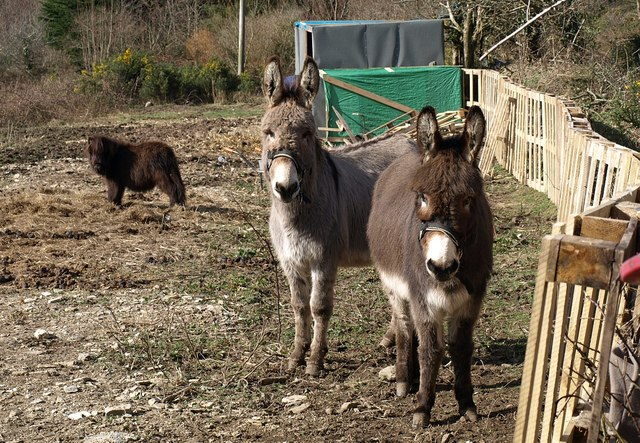